# گنبد سرخ
گنبد سرخ مراغه نام یک بنا به ساخت سال ۵۴۲ هجری قمری در دوره سلجوقی است. سبک معماری این بنا به شیوه رازی است.
گنبد سرخ یکی از قدیمی‌ترین بنای دورهٔ اسلامی در استان آذربایجان شرقی می‌باشد که در قسمت جنوب غربی شهر مراغه قرار گرفته‌است. نام بانی بنا و تاریخ احداث آن را می‌توان از کتیبهٔ جبههٔ شمالی و نام سازندهٔ آن را از کتیبهٔ غربی ملاحظه نمود.

## پیشینه
آنچه از این کتیبه‌ها برداشت می‌گردد این است که بنای گنبد سرخ در سال ۵۴۲ هجری به‌دستور «عبدالعزیز بن محمود بن سعد یدیم» رئیس آذربایجان در دورهٔ سلجوقیان و به وسیلهٔ «بنی‌بکر محمد بن بندان بن محسن معمار» ساخته شده‌است.

## معماری
با شروع ساخت این بنا دورهٔ رازی در معماری ایران به پایان رسیده و این بنا نقطهٔ عطف و
شروع معماری آذری می‌باشد که تلفیق آجر و کاشی و استفاده از کاشی در تزیین بناهای تاریخی در ایران از مشخصه‌های این دوره‌است.
به‌طور کلی گنبد سرخ بنایی مربع‌شکل است متشکل از سردابه و اتاق اصلی که بر روی سکوی سنگی قرار دارد و به وسیلهٔ هفت ردیف پله می‌توان به آن دسترسی یافت. پنج پله در جلوی سکو واقع شده و پلهٔ ششم و هفتم جزء آستانهٔ درگاه محسوب می‌شوند.

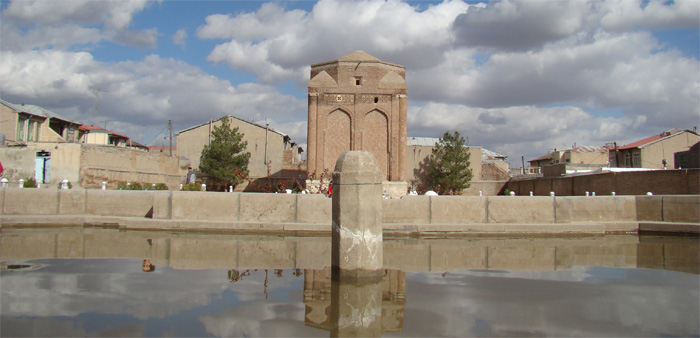
دورنمای گنبد سرخ

این گنبد دارای ۴ ضلع بوده، کتیبهٔ ضلع شمالی نشانگر اسم و القاب بانی گنبد و تاریخ احداث بنا می‌باشد و کتیبهٔ ضلع شرقی و جنوبی آن آیات قرانی و ضلع غربی آن حاکی از نام سازندهٔ بنا می‌باشد.
کارشناسان میراث فرهنگی معتقدند این بنا قبل از رصدخانه مراغه برای تعیین ماه‌های سال و ساعات روز کاربرد داشته و سوراخ‌های ایجاد شده بر ضلع‌های این بنا نشانگر این امر است.
این اثر در تاریخ ۱۵ دی ۱۳۱۰ با شمارهٔ ثبت ۱۳۴ به‌عنوان یکی از آثار ملی ایران به ثبت رسیده‌است.
همچنین علامت سایپا از کتیبه‌های فیروزه‌ای روی سردر این بنا برداشته شده‌است.
در طراحی پشت اسکناس یکصد هزار ریالی، پشت آرامگاه سعدی نیز محرابی است که طرح آن از معرق کاری در ورودی گنبد سرخ مراغه گرفته شده‌است.

## نگارخانه

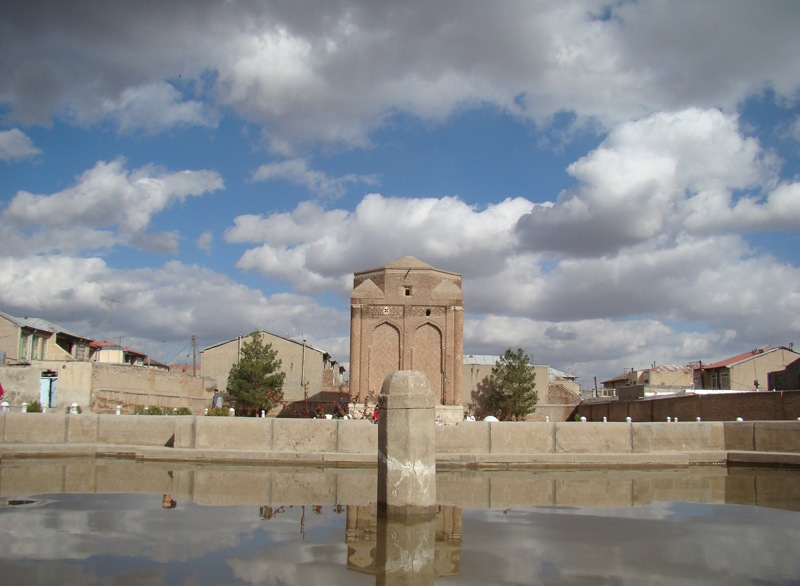
گنبد سرخ.
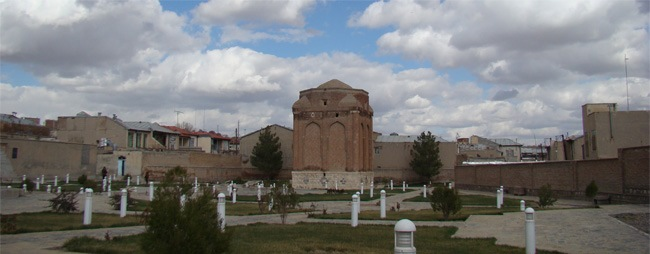
گنبد سرخ.
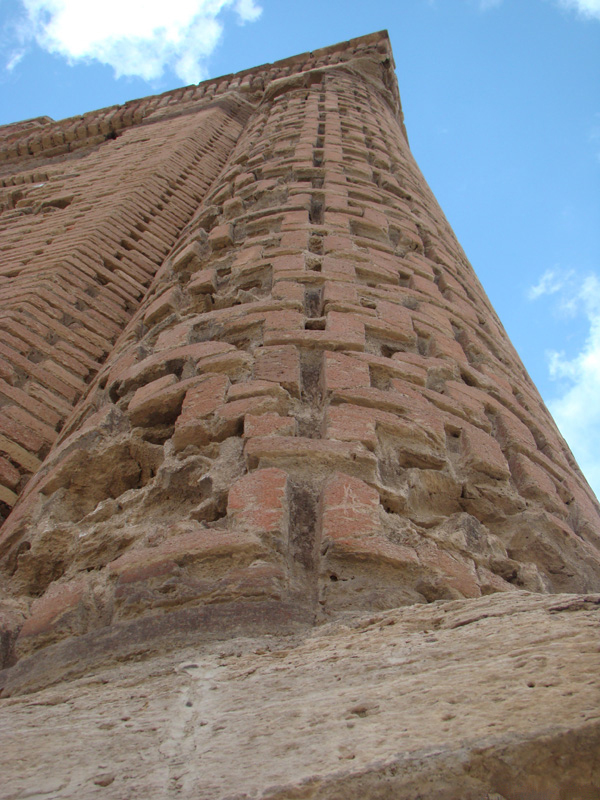
ستون‌های گنبد.
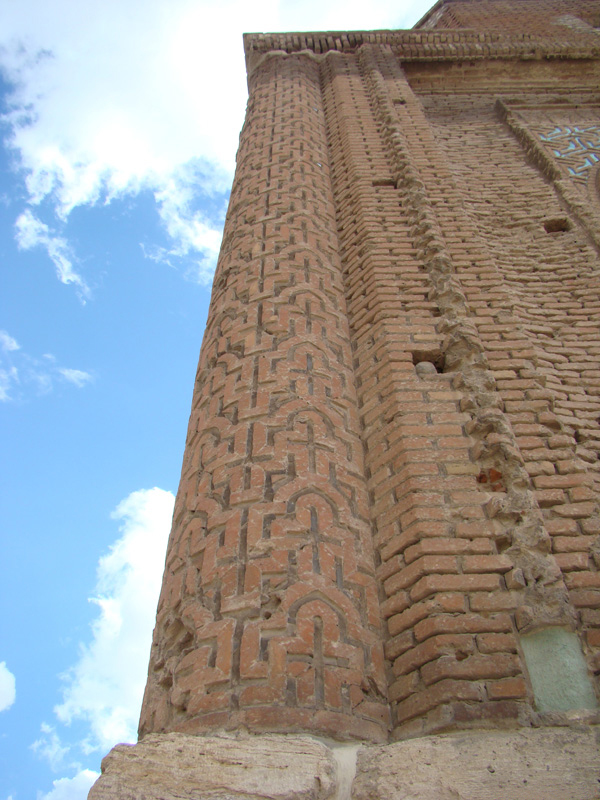
ستون‌های گنبد.
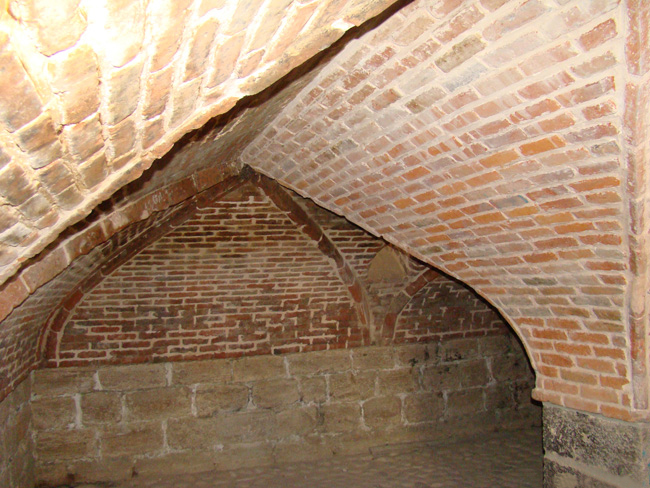
سردابهٔ گنبد.
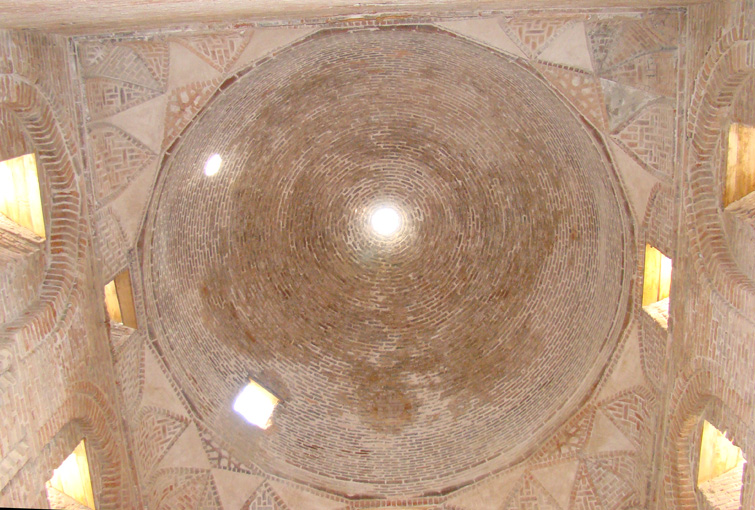
سقف گنبد.
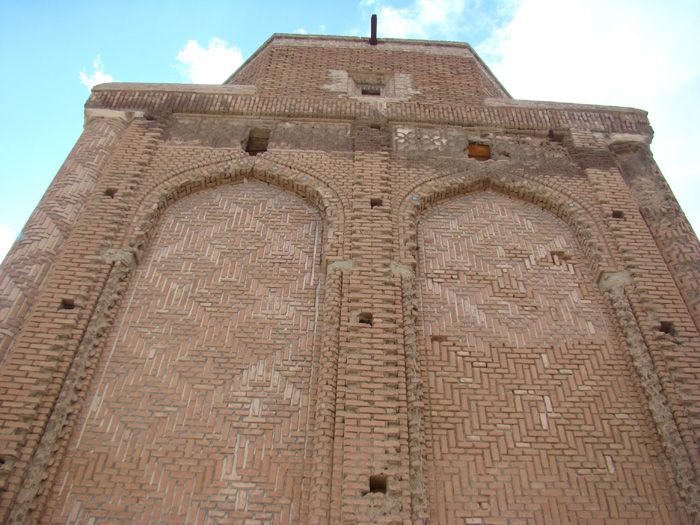
آجرکاری گنبد.
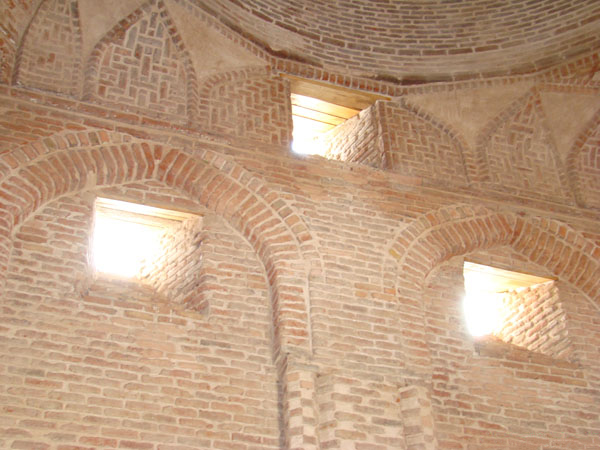
سوراخ‌های سالنما.